# Csíky Ibolya
Csíky Ibolya (Kolozsvár, 1945. április 9. – 2017. március 21.) erdélyi magyar színésznő.

## Élete
Először Kolozsvárott a városi stúdiószínpadon szerepelt közönség előtt Rosaura szerepében (Goldoni: A furfangos özvegy). 1965 és 1969 között a marosvásárhelyi Szentgyörgyi István Színművészeti Intézetben tanult. 1969-től haláláig a Nagyváradi Állami Színház társulatának tagja volt. Utolsó szerepe Füst Milán Máli néni című darabjának címszerepe volt. Lánya, Vindis Andrea, a Kolozsvári Állami Magyar Színház és a Kolozsvári Állami Magyar Opera színésznője, fia, László orvos.

## Színpadi szerepeiből
- Molnár Ferenc: Liliom…Julika
- Madách Imre: Az ember tragédiája…Éva
- Móricz Zsigmond: Úri-muri…Rozika
- Eugene O’Neill: Boldogtalan hold…Josie
- Bertolt Brecht: Koldusopera…Polly
- Edward Albee: Nem félünk a farkastól…Martha
- Alexandru Kirițescu: Szarkafészek…Zoe
- Sütő András: Anyám könnyű álmot ígér…Nagy Rózsi
- Kós Károly: Budai Nagy Antal históriája…Bese Anna
- Madách Imre: Az ember tragédiája…Éva
- Tennessee Williams: Orpheusz alászáll…Lady

## Díjai
- Poór Lili-díj
- Szentgyörgyi István-díj
- Magyar Köztársaság Arany Érdemkeresztje